# Championnat du Mexique de football 1965-1966
Navigation
Saison précédente Saison suivante
La Primera División 1965-1966 est la vingt-troisième édition de la première division mexicaine.
Lors de ce tournoi, le Chivas de Guadalajara a tenté de conserver son titre de champion du Mexique face aux quinze meilleurs clubs mexicains.
Chacun des seize clubs participant au championnat était confronté deux fois aux quinze autres.
Les clubs mexicains n'ont pas participé à la Coupe des champions de la CONCACAF 1967.

## Les 16 clubs participants
| \| Mexico: Club América CF Atlante Club Necaxa Pumas UNAM Guadalajara: CF Atlas Chivas de Guadalajara Oro de Jalisco CD Cruz Azul / Zacatepec Oro Morelia Deportivo Veracruz CF Monterrey Deportivo Toluca FC FC León CF Ciudad Madero \ Mexico Guadalajara Deportivo Irapuato \| Localisation des clubs engagés dans le championnat. |
| Mexico: Club América CF Atlante Club Necaxa Pumas UNAM Guadalajara: CF Atlas Chivas de Guadalajara Oro de Jalisco CD Cruz Azul / Zacatepec Oro Morelia Deportivo Veracruz CF Monterrey Deportivo Toluca FC FC León CF Ciudad Madero \ Mexico Guadalajara Deportivo Irapuato                                                           |

| Club                  | Stade                           | Capacité          | Ville                |
| Club América          | Stade Olímpico Universitario    | 62 214            | Mexico               |
| CF Atlante            | Stade inconnu                   | Capacité inconnue | Mexico               |
| CF Atlas              | Stade Jalisco                   | 56 713            | Guadalajara          |
| CF Ciudad Madero (en) | Stade Olympique de Madero       | 5 000             | Ciudad Madero        |
| CD Cruz Azul          | Stade du 10-Décembre            | 17 000            | Ciudad Cooperativa   |
| Chivas de Guadalajara | Stade Jalisco                   | 56 713            | Guadalajara          |
| Deportivo Irapuato    | Stade inconnu                   | Capacité inconnue | Irapuato             |
| Oro de Jalisco        | Stade Jalisco                   | 56 713            | Guadalajara          |
| FC León               | Stade inconnu                   | Capacité inconnue | León                 |
| CF Monterrey          | Stade Tecnológico               | 33 485            | Monterrey            |
| Oro Morelia           | Campo Morelia                   | Capacité inconnue | Morelia              |
| Club Necaxa           | Parque Oblatos                  | Capacité inconnue | Mexico               |
| Pumas UNAM            | Stade Olímpico Universitario    | 62 214            | Mexico               |
| Club Toluca           | Stade Nemesio Díez              | 27 000            | Toluca               |
| Deportivo Veracruz    | Parc Deportivo Veracruzano (en) | 12 000            | Veracruz             |
| Zacatepec             | Stade Coruco Díaz               | 16 000            | Zacatepec de Hidalgo |

## Compétition
Les seize équipes s'affrontent à deux reprises selon un calendrier tiré aléatoirement.
Le classement est établi sur l'ancien barème de points (victoire à 2 points, match nul à 1, défaite à 0).
Le départage final se fait selon les critères suivants si le titre ou la relégation sont en jeu :
- Le nombre de points.
- Un match de départage.

Sinon le départage final se fait selon les critères suivants :
- Le nombre de points.
- La différence de buts générale.
- La différence de buts particulière.
- Le nombre de buts marqué à l'extérieur.
- Le tirage au sort.

### Classement
| Rang | Équipe                    | Pts | J  | G  | N  | P  | Bp | Bc | Diff |
| ---- | ------------------------- | --- | -- | -- | -- | -- | -- | -- | ---- |
| 1    | Club América              | 42  | 30 | 18 | 6  | 6  | 56 | 28 | +28  |
| 2    | CF Atlas                  | 40  | 30 | 17 | 6  | 7  | 55 | 31 | +24  |
| 3    | Chivas de Guadalajara (T) | 40  | 30 | 17 | 6  | 7  | 47 | 33 | +14  |
| 4    | CF Monterrey              | 33  | 30 | 13 | 7  | 10 | 41 | 37 | +4   |
| 5    | CF Atlante                | 33  | 30 | 13 | 7  | 10 | 43 | 47 | -4   |
| 6    | Pumas UNAM                | 31  | 30 | 13 | 5  | 12 | 51 | 50 | +1   |
| 7    | Club Necaxa (C)           | 29  | 30 | 10 | 9  | 11 | 35 | 42 | -7   |
| 8    | Oro Morelia               | 29  | 30 | 13 | 3  | 14 | 46 | 61 | -15  |
| 9    | FC León                   | 28  | 30 | 10 | 8  | 12 | 34 | 37 | -3   |
| 10   | Deportivo Irapuato        | 27  | 30 | 11 | 5  | 14 | 41 | 39 | +2   |
| 11   | Deportivo Veracruz        | 27  | 30 | 12 | 3  | 15 | 40 | 41 | -1   |
| 12   | Club Toluca               | 26  | 30 | 7  | 12 | 11 | 39 | 37 | +2   |
| 13   | CD Cruz Azul              | 26  | 30 | 7  | 12 | 11 | 49 | 54 | -5   |
| 14   | CF Ciudad Madero (en) (P) | 24  | 30 | 7  | 10 | 13 | 39 | 48 | -9   |
| 15   | Oro de Jalisco            | 24  | 30 | 6  | 12 | 12 | 36 | 50 | -14  |
| 16   | Zacatepec                 | 21  | 30 | 7  | 7  | 16 | 29 | 47 | -18  |

| Légende : Qualifications et relégations | Légende : Qualifications et relégations                                                              |
| --------------------------------------- | --- |
|                                         | Relégué en Primera División A                                                                        |
|                                         | (T) : Tenant du titre (C) : Vainqueur de la Copa México 1965-1966 (P) : Promu de la saison 1964-1965 |

## Bilan du tournoi
| Tableau d'Honneur    |              |
| Compétition          | Vainqueur    |
| Primera División     | Club América |
| Copa México          | Club Necaxa  |
| Campeón de Campeones | Club Necaxa  |

| Promotions et relégations     |                    |
| Relégué en Primera División A | Zacatepec          |
| Promu de Primera División A   | Nuevo León FC (en) |